# Tata Sumo Grande
La Tata Sumo Grande è un fuoristrada prodotto dalla casa automobilistica indiana Tata Motors dal 2008 al 2016. Nel 2014 il nome venne cambiato in Tata Movus. In Europa non è mai stato importato.

## Il contesto
La Sumo Grande è un fuoristrada di dimensioni medie sviluppata a partire dal pick up Tata Xenon, riprendendone la piattaforma di base X2 a longheroni e traverse rivista con parte del retrotreno derivato dalla precedente Sumo del 1994. Come la Xenon anche la Sumo Grande è stata disegnata dalla Concept Group International LTD in UK. Le sospensioni anteriori sono con avantreno a doppio trapezio oscillante e barra di torsione.
La vettura inizialmente era stata pensata per essere la seconda generazione della Sumo andandosi a posizionare nella gamma Tata più in basso rispetto alla Safari; tuttavia la vecchia Sumo resterà in produzione poiché godeva ancora di un buon successo di vendite in India per via del prezzo di listino ridotto e di conseguenza la Sumo Grande affiancherà il modello precedente senza mai sostituirlo. Parte dello sviluppo è stato affidato alla IAV India Private Ltd. L'auto è stata offerta solo con trazione posteriore senza sistemi di sicurezza (ABS, ESP e airbag non erano disponibili nemmeno a pagamento) per evitare la concorrenza interna con il Tata Safari, più equipaggiato e disponibile anche a trazione integrale.
Lunga 4,421 metri, poco meno della precedente Sumo, l'abitacolo è disponibile nelle configurazioni a sette e otto posti. Il telaio X2 riprende le stesse sospensioni della Xenon, il motore al debutto è il 2,2 litri diesel common rail Dicor con turbina VGT erogante 120 cavalli, 20 in meno della Safari con lo stesso motore. Esteticamente la vettura presenta un corpo due volumi cinque porte, stilisticamente ispirato alla precedente Sumo ma più moderno. L'interno invece è uguale a quello della vecchia Sumo. La terza fila di sedili presenta una panca a due o tre posti, mentre nella vecchia Sumo i sedili erano degli strapuntini ribaltabili singoli.

## Evoluzione

### Tata Sumo Grande MKII (2010–2014)
Nel 2010 viene lanciata la Sumo Grande MKII un restyling che introduce aggiornamenti nella meccanica con sospensioni posteriori modificate e più confortevoli. Lo sterzo è stato rivisto perché nella versione precedente era stato criticato per non essere molto diretto. Una nuova griglia anteriore e nuovi indicatori di direzione sono stati adottati esteticamente, con nuovi pannelli in finto legno e nuovi tessuti per i pannelli. La versione a 9 posti fa anche il suo debutto con due sedili posteriori ribaltabili.
Nel 2011 la vettura viene ribattezzata semplicemente Tata Grande perdendo l'originale denominazione "Sumo".

### Tata Movus (2014–2016)
Nel 2014 viene introdotto un secondo restyling e il modello viene ribattezzato come Tata Movus per evitare confusione con la prima generazione di Tata Sumo rimasta in produzione, ma le caratteristiche del veicolo rimangono inalterate. Le modifiche sono limitate al rivestimento interno e alla gamma colori per la carrozzeria ridotta solo al bianco e all'argento mentre la dotazione venne impoverita. I paraurti non erano più verniciati ma in plastica grezza, di conseguenza il prezzo di listino era stato notevolmente ridotto. Il motore rimane il motore diesel common rail Dicor da 2,2 litri da 120 cavalli. Tuttavia le vendite sono state deludenti e nel 2015 è stata annunciata la fine della produzione prevista per il 2016. Non è stato proposto un successore diretto, tuttavia la prima generazione di Sumo (originariamente lanciata nel 1994) ha raccolto parte dell'eredità venendo costantemente aggiornata.